# Вадковские
Вадковские (пол. Wadkowski) — древний русский дворянский род.
В выписке из польского Гербовника сказано, что они происходят из города Магдебурга, в Пруссии, откуда Михаил Вадковский перешёл в Польшу и утвержден на сейме в дворянском достоинстве (1622).
Внук Михаила, Иван Юрьевич (1678—после 1737), выехал из Польши в Россию (1695), был принят в воинскую службу и во время царствования императора Петра Великого, участвовал в военных действиях против шведов, пожалован статским советником.
Род записан в VI часть дворянской родословной книги Орловской губернии.

## Известные представители
- Вадковский, Александр Фёдорович (1801—?) — подпоручик 17-го егерского полка, декабрист.
- Вадковский, Иван Фёдорович (1790—1849) — русский военный деятель, декабрист
- Вадковский, Фёдор:[править]  -  Вадковский, Фёдор Иванович (1712—1783) — полковник Семёновского полка, генерал-аншеф, сенатор, дед декабриста Ф. Ф. Вадковского.
  -  Вадковский, Фёдор Фёдорович:[править]    -  Вадковский, Фёдор Фёдорович (1756—1806) — российский камергер, действительный тайный советник, сенатор.
    -  Вадковский, Фёдор Фёдорович (1800—1844) — российский поэт, музыкант, прапорщик Нежинского конно-егерского полка (1825); декабрист.
- Вадковский, Яков Егорович (1774—1820) — русский военный деятель, участник Наполеоновских войн

## Описание гербов

### Герб Вадковских 1785 г.
В Гербовнике Анисима Титовича Князева 1785 года имеется изображение печати с гербом генерал-аншефа Фёдора Ивановича Вадковского (1712—1783): в серебряном поле щита изображены восстающие: справа — белый единорог, а слева золотой лев, обращенные мордами друг к другу. Над единорогом изображено жёлтое солнце с лучами (польский герб Солнце), а над львом выходящая из облака согнутая рука в чёрных латах и с мечом, остриём вверх (польский герб Малая Погоня). Щит увенчан шапкой княжеского достоинства. Цветовая гамма намёта не определена.

### Герб. Часть V. № 125
Щит разделён на четыре части, из коих в первой в красном, и в третьей в золотом полях поставлена крепость с башнею о трех зубцах переменяющая вид свой: на красном в золото, а на золоте в красный цвет (польский герб Гржимала). Во второй части, в голубом поле, положены крестообразно две серебряные стрелы, остриём вверх (польский герб Ёдзешко). В четвёртой части, в красном поле, изображен серебряный платок, связанный наподобие кольца (польский герб Наленч, данным гербом пользовался польский род Wadkowski), в середине коего означен золотой меч, остриём обращённый в правую сторону. Щит увенчан обыкновенным дворянским шлемом с дворянскою на нём короною. Нашлемник: дева в белой одежде, имеющая на главе серебряный платок, а руками держащая два оленьих рога, по сторонам её находящиеся. Намёт на щите красный, подложенный золотом. Щитодержатели: два латника.